# 勒巴鲁
勒巴鲁（法語：Le Barroux，法語發音：[lə baʁu]）是法国普罗旺斯-阿尔卑斯-蓝色海岸大区沃克吕兹省的一个市镇，属于卡庞特拉区。

## 地理
勒巴鲁（44°8'13"N, 5°5'59"E）面积16.04 平方千米，位于法国普罗旺斯-阿尔卑斯-蓝色海岸大区沃克吕兹省，该省份为法国东南部内陆省份，北起德龙省，西北接阿尔代什省，西接加尔省，南至罗讷河口省，东南角与瓦尔省接壤，东临上普罗旺斯阿尔卑斯省。
与勒巴鲁接壤的市镇（或旧市镇、城区）包括：卡龙、马洛塞讷、拉罗克阿尔里克、圣伊波利特-勒格拉韦龙、叙泽特。

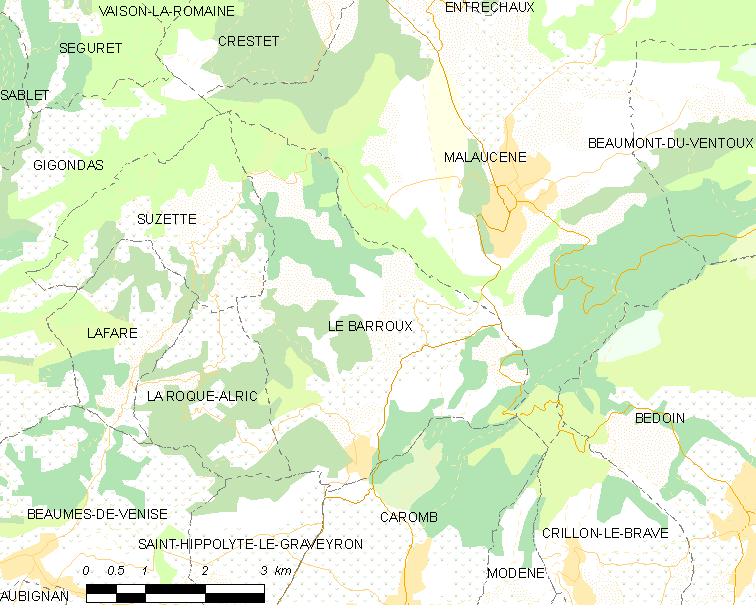
勒巴鲁的OSM定位图

勒巴鲁的时区为UTC+01:00、UTC+02:00（夏令时）。

## 行政
勒巴鲁的邮政编码为84330，INSEE市镇编码为84008。

## 政治
勒巴鲁所属的省级选区为韦松拉罗迈讷县。

## 人口

1962-2008年间勒巴鲁人口变化图示

勒巴鲁于2022年1月1日时的人口数量为663人。